# Korporativizam
Korporativizam je ideja o ustroju društva putem udruženja - korporacija - vlasnika kapitala i različitih kategorija radnog stanovništva. Dogovaranjem između tih korporacija trebalo bi postići veću društvenu harmoniju i osigurati stanovništvo i kapital od rizika siromaštva i političkih sukoba. 
Danas, elementi koroprativizma sadržani su u tripartitnom dogovaranju države, sindikata i predstavnika poslodavaca, koje postoji u većini zemalja svijeta.

## U talijanskom fašizmu
Korporativizam kao političku stvarnost prvi je realizirao talijanski fašizam. U varijanti kakvu je izveo Mussolinijev režim, bila je riječ o političkom sustavu u kojemu su pripadnici svih društvenih slojeva - radnici, službenici, obrtnici, industrijalci i svi drugi - bili uključeni u svoje korporacije (sindikate, strukovne udruge, udruženja industrijalaca), koje pod predstavljaju dio države i imaju zadaću pod vodstvom fašističke partije složno izgrađivati totalitarnu državu i provoditi politiku države, koja totalitarno obuhvaća sve segmente društva. U takvom sustavu, društvo je identično s državom, te nema nijednog dijela društvenog života koji bi bio izuzet od kontrole državne vlasti.
Nakon što je Mussolini početkom 1925. godine uspostavio diktaturu u Italiji koju je kao premijer vodio od 1922. godine, sklopili su 2. listopada 1925. godine fašisti s gospodarstvenicima okupljenima u Općem savezu talijanske industrije ("Confindustria") sporazum poznat pod imenom  Patto di Palazzo Vidoni; njime su sindikati koje je osnovala Nacionalna fašistička partija dobila monopol na sindikalno organiziranje talijanskih radnika. Taj je monopol fašističke partije predstavljao bitni element fašističke diktature.
Fašisti ipak nisu uspostavili posve novi sustav korporacija, nego su iskoristili sindikalne, strukovne i druge udruge koje su odranije postojale: članstvo je u njima bilo obvezno, a same udruge su postale dijelovima državne vlasti - i podvrgnute potpunoj kontroli fašističke partije. 
Na vrhu tog korporativističkog poretka u talijanskom fašizmu pod vodstvom Mussolinija stajao je Veliki savjet fašizma (Gran Consiglio del Fascismo), kao središnje tijelo Nacionalne fašističke partije kojemu je od prosinca 1928. bila dana ustavna ovlast da "koordinira i integrira" sve aktivnosti režima.  Godine 1939. donji je dom parlamenta kojega je birao narod na izborima (neslobodnima, za vrijeme fašizma) zamijenjen Domom fašija (mjesnih organizacija fašističke partije) i korporacija (Camera dei fasci e delle corporazioni) kojega su činili članovi Velikog savjeta fašizma i drugi rukovodioci fašističke partije.
Nakon pada talijanskog fašizma, odustalo se od Mussolinijevog korporatističkog sustava, kao posve nespojivog s demokracijom. Međutim su sindikati, strukovne udruge i udruge poslodavaca - koje su, naposljetku, postojale i prije Mussolinija - nastavile djelovati, te surađivati međusobno i s državom.

## Razni autoritarni režimi inspirirani Mussolinijevim eksperimentom
Austrofašizam - režim koji je vladao Austrijom od 1934. pa do pa do sjedinjenja s Hitlerovom Njemačkom u Anschlussu 1938. godine - gledao je u Mussolinijevoj Italiji svojeg vanjskopolitičkog pokrovitelja, te je u velikoj mjeri preuzeo i Mussolinijeve korporatističke politike.
Talijanski socijalnopolitički eksperiment s korporativizmom bio je inspiracija i za razne druge autoritarne režime toga doba, te su donekle ideje o korporacijama radnika, stručnjaka i vlasnika kapitala provodili primjerice Brazil, Argentina, Turska, Španjolska i Portugal. U svim tim slučajevima je bila riječ o autoritarnim režimima, koji su htjeli više staviti naglasak na političku ulogu društvenih kolektiviteta, a manje na izbor pojedinaca koji bi slobodno odlučivali o udruživanju. Režim tu ipak nije formiran iz korporacija, nego je politička vlast odlučivala tko će biti predstavnici društva, koji će onda zapravo posredovati između svojih udruga i režima.
Vladavina Juana Peróna u Argentini se često naziva korporativističkom zbog fokusa na socijalnu suradnju, ekonomski nacionalizam i povećanja utjecaja sindikata tjekom njegove vlasti.
Španjolski predsjednik i diktator Miguel Primo de Rivera u Španjolskoj (1923. do 1930.) je zamijenio parlament biran na slobodnim izborima staleškim parlamentom, u kojemu su bili predstavnici raznih socijalnih institucija. Bila je riječ, međutim, tek o instrumentu diktature gdje je Riverina vlada imenovala predstavnike u parlament sazvan 1927. godine, koji je k tome imao tek ograničene ovlasti.
U Portugalu, režim Antónija de Oliveire Salazara (1932. – 1968.) donio je 1933. godine Zakon o radu (Estatuto Nacional do Trabalho), koji je preuzeo glavne elemente korporatističkog sustava u Italiji, međutim donekle "omekšane" katoličkim viđenjem o poželjnom korporatizmu zadržanom u Enciklici pape Pija XI. Quadragesimo anno iz 1931. godine. Salazarov režim se nije žurio s provođenjem te reforme: portugalske korporacije su definitivno uspostavljene tek 1950. godine, ali politička vlast ipak nije dana njima u ruke, nego je Salazarova partija parlament formirala putem izbora s općim pravom glasa (gdje su birači jedino mogli izabrati kandidata kojega je predložila vladajuća partija, kako je to i inače slučaj u jednojpartijskoj državi). Slično, režim Francisca Franca u Španjolskoj je odlučio 1942. godine ustrojiti državu po korporatističkom sistemu, parlament (Cortes)  se sastajao od 423 članova, od kojih je 123 bilo članova nacionalnog savjeta vladajuće stranke, 50 su bili članovi koje je osobno birao diktator (Caudillo) Francisco Franco, a ostali su bili predstavnici raznih asocijacija čiji su članovi bili pripadnici raznih profesija, španjolske općine i slično, sa zadaćom da "iskažu sukobljena mišljenja u kontekstu jedinstva režima".

## SFR Jugoslavija
Jednu vrstu viđenja radničke demokracije u kojoj je politička vlast bila u rukama delegata radnog naroda može se vidjeti kod jugoslavenskog samoupravnog socijalizma. U SFRJ ustavom je bilo propisano, i u praksi dosljedno provedeno organiziranje zaposlenike pod čvrstim vodstvom komunističke partije u okviru tzv. udruženog rada, koji je i u zakonodavnim tijelima (također i u tijelima lokalne samouprave) bio predstavljen posebnim tzv. vijećima udruženog rada, a upravljalo se i mnogim financijski zahtjevnim društvenim funkcijama - od zdravstvenog i mirovinskog osiguranja, do školstva - putem tzv. samoupravnih interesnih zajednica, koje su uključivale predstavnike organizacija udruženog rada (poduzeća, gdje su radnici pod čvrstim vodstvom komunista birali tko će njima upravljati i tko će ih predstavljati) koji su odlučivali o politici upravljanja tim financijskim sredstvima i načinu obavljanja tih javnih poslova. U socijalističkoj državi, očito, tu nisu bili predstavljeni vlasnici kapitala, ali su vijeća udruženog rada i samoupravne interesne zajednice prezentirale kako interese radništva, tako i interese poduzeća.

## Suvremeni tripartizam
Teoretičari ukazuju na korporatističkoj ideji (samo) donekle slične pojave koje su u obliku neokorporativizma ili liberalnog korporativizma doprinijele nastanku tripartizma, gdje se stvaraju forumi gdje predstavnici vlade, asocijacije poslodavaca i sindikati zajednički dogovaraju promjene uvjeta rada, nadnica i zakonodavstva. U velikoj mjeri su tripartizam svojedobno prigrlile demokršćanske i socijaldemokratske stranke u raznim zemljama, te je ostvario određeni utjecaj na politički život i osobito razrješavanje socijalnih proturječja u većem broju zemalja.
Međunarodna organizacija rada donijela je 1976. godine Konvenciju o tripartitnim konzultacijama br. 144 kojoj je 2020. god. pristupila i Republika Hrvatska, kao njen 152. član. Sve zemlje članice obvezale su se provoditi tripartitne konzultacije države, poslodavaca i radnika o pitanjima rada i socijalne politike, a u Hrvatskoj se takvo tripartitno dogovaranje provodi već duži niz godina.